# 舊桂系
舊桂系是指在1911年中国辛亥革命之后，以广西为基地，以舊派桂系军政人物为代表的军事政治集团。主要以陆荣廷为代表。

## 概要

### 辛亥独立，主政广西
1911年辛亥革命后，清政府广西提督陆荣廷宣布广西独立，投向革命；之后逐渐排斥同盟会人员而走向军阀统治。陸榮廷、譚浩明、莫榮新等長期統治廣西，並不斷派兵控制廣東、湖南等省，被稱為「桂系軍閥」:2559。其势力在史学界称之为旧桂系。旧桂系主要人物出身绿林及专制官僚，政治文化素质相对较低。唐繼堯、顧品珍等長期統治雲南，並不斷派兵侵占四川、貴州等省，被稱為「滇系軍閥」:2559。
1913年，国民党反袁势力发起“二次革命”，武装反对北洋军阀首领袁世凯的统治。陆荣廷观望形势变化，禁止了广西境内所有的反袁活动，镇压了柳州刘古香的反袁活动。同时还将进入广西活动的武昌起义人物蒋翊武杀死。

### 护国战争，统治两广
1915年，袁世凯洪憲称帝，内定封陆荣廷为一等侯，陆荣廷及旧桂系内部对此不满。陆荣廷代表广西，与滇军都督蔡锷通电全国讨袁，发起讨袁护国战争。5月，西南各省组织护国军务院，出兵进攻北洋军阀控制的湖南。战争的失败给袁世凯以重大打击。
1916年6月6日，袁世凯病死，黎元洪继位。护国战争结束，护国军务院解散。黎元洪以中央政府名义任命陆荣廷为广东督军，但原广东督军龙济光不愿辞职。陆荣廷派莫荣新、马济、谭浩明率桂军进攻广东，击败龙济光，广东成为旧桂系的势力范围。此时北京政府被国务总理皖系军阀段祺瑞所控制，黎元洪架空。段多次声称要武力统一全国，引起西南各省之反感。陆荣廷授意两广督军陈炳焜，谭浩明通电全国，声明两广自主，除重大事项外不需请示北京，两广割据使成为南中国最大的军事集团。
1917年6月12日张勋逼迫黎元洪解散国会。6月20日两广宣布独立。7月1日张勋复辟帝制。1917年7月6日，孙中山与廖仲恺、朱执信等南下广州，联合陆荣廷，决定依靠西南各省的势力，宣布维护《临时约法》， 反对北洋段祺瑞之皖系军阀。护法运动开始。

### 护法战争，与粤决裂
8月25日，一批国会议员南下广州召开非常国会，通过《中华民国军政府组织大纲》，宣布成立护法军政府，推举孙中山为大元帅，以陆荣廷、唐继尧为元帅。发起护法战争。之后，陈炯明与孙中山并招募兵员，组建粤军。粤军有兵力二万多人，驻扎于粤东潮汕地区。同时广东地区还有滇军，浙军和海军等军事政治势力。1918年4月间，滇桂军阀联合国会政学系政客排挤孙中山，改大元帅首领制为七总裁合议制，以西南各省军阀首领为总裁，架空孙中山。孙中山于5月4日辞职，第一次护法运动失败。
旧桂系意欲进一步控制广东，与孙中山分歧日深。1918年2月26日，海军部长程壁光被刺杀，桂系与孙均有嫌疑。1918年5月，桂军诱骗驻粤滇军首领张开儒接洽公务，趁机将其逮捕，并枪毙滇陆军次长崔文藻，此举剪除了滇军在广东之势力。孙中山离粤，护法战争破产。

### 两次粤桂战争及消亡
1920年8月，孙中山下令在閩南護法區的援閩粤军反攻盤據廣東省的舊桂系軍，第一次粤桂战争爆发，除了援閩粵軍外，原本的廣東地方軍隊魏邦平、李福林亦對舊桂系部隊發起反抗，由於舊桂系軍隊的風評與戰力欠佳，導致作戰持續敗退，至同年11月，舊桂系部隊兵敗退回广西。
由於廣西省貧瘠，無法供養數萬軍隊的開銷，1921年，旧桂系向北京直奉政府輸誠，投靠北洋军阀企圖反撲廣東，第二次粤桂战争爆发。此役舊桂系不只是作戰戰敗，在孫中山的命令下，陈炯明指揮粤军攻入廣西省，瓦解了旧桂系政权。但不久，陈炯明因反对孙中山北伐政策做出抵制，粤军发生内讧，遂全部撤出广西。
陸榮廷雖然失去了廣西省政的主導權，但忠於他本人與他的部屬下等仍有一定數量的軍力：陆荣廷两万余人、沈鸿英两万余人、陆云高六千余人，進入廣東省西部的刘震寰部也有數千軍力。
1923年1月駐粵滇軍將領楊希閔、桂軍將領劉震寰聯合親孫中山的粵軍將領許崇智、湘系將領譚延闓等聯軍驅逐陳炯明，迎孫中山回廣州任大元帥；但重返廣東的舊桂系軍隊在獲得廣東財政收入後，戰力快速擴充，卻也再度腐化，不聽調遣:2559。1925年勾結港英及北洋軍閥發動叛亂，企圖推翻廣東革命政府；後被廣東革命軍消滅:2559。被稱為「滇桂軍閥」:2559。
1924年5月23日，廣西的後起者新桂系李宗仁发表“统一广西宣言”，開始逐步武力統一廣西。李宗仁、黃紹竑、白崇禧采用“合纵连横”之策略，首先一鼓荡平陆云高部；其后與沈鴻英合作南北夹击陆荣廷，於1924年秋擊潰陸榮廷部，攻占省会南宁；隨即展开与沈鴻英的決战，至1925年4月消滅其勢力，统一广西。舊桂系至此被消滅。

## 主要人物
陆荣廷、陈炳焜、刘日福、谭浩明、莫荣新、沈鸿英、林俊廷、陆福祥、马济、韩彩风、林虎、陆云高、馬曉軍